# Party szörnyek
A Party szörnyek (eredeti cím: Party Monster) 2003-ban bemutatott amerikai életrajzi-filmdráma, melyet Fenton Bailey, valamint Randy Barbato írt és rendezett. A forgatókönyv alapjául James St. James Disco Bloodbath című memoárja szolgált. A főszerepben Macaulay Culkin látható. A film a hírhedt New York City promótere, Michael Alig felemelkedése és bukása történetét meséli el. Ez volt Culkin első filmje közel kilenc évvel az 1994-es Richie Rich – Rosszcsont beforr című filmbeli szerepe után.
Világpremierje a Sundance Filmfesztiválon volt 2003. január 18-án. Az Amerikai Egyesült Államokban 2003. szeptember 5-én mutatták be a mozikban. Magyarországon DVD-n jelent meg szinkronizálva. 

## Cselekmény
Michael Alig, az édesanyjával élő, magányos és kiközösített kisvárosi fiú New Yorkba költözik. James St. Jamestől megismeri a város partiszféráját és eltanulja a híressé válás szabályait is, vagyis azt, hogyan keltsen minél nagyobb feltűnést.
James figyelmeztetése ellenére Alig Peter Gatien "The Limelight" nevű helyi klubjában szervez bulit, mely a fiúnak köszönhetően a város legfelkapottabb szórakozóhelye lesz. Alig a "Klubkölykök Királya" nevet kapja és országos turnéra indul, társakat keresve. Alig és James megismerkedik Angel Melendezzel, Gitsie-vel és Brooke-kal. Miközben Alig egyre súlyosabb drogproblémákkal küszködik, élete irányíthatatlanná válik és a mélypontot akkor éri el, amikor részt vesz Angel megölésében. Gitsie és Alig elvonóra megy, de nem képesek megoldani függőségi problémájukat, New Yorkba visszatérve Alig elveszíti munkáját és New Jerseyben köt ki egy motelben. James elkezdi megírni élete regényét, amelynek végül a Party szörnyek címet adja.

## Szereplők
| Szerep                        | Színész                       | Magyar hang           |
| ----------------------------- | ----------------------------- | --------------------- |
| Michael Alig                  | Macaulay Culkin               | Molnár Levente        |
| Michael Alig                  | Brendan O'Malley (gyerekként) |                       |
| James Clark / James St. James | Seth Green                    | Seszták Szabolcs      |
| James Clark / James St. James | Dillon Woolley (gyerekként)   |                       |
| Gitsie                        | Chloë Sevigny                 | Mezei Kitty           |
| Brooke                        | Natasha Lyonne                | Koroknay Simon Eszter |
| Superstar DJ Keoki            | Wilmer Valderrama             | Simonyi Balázs        |
| Andre „Angel” Melendez        | Wilson Cruz                   | Láng Balázs           |
| Elke Alig                     | Diana Scarwid                 | Hirling Judit         |
| Peter Gatien                  | Dylan McDermott               | Kárpáti Levente       |
| Christina Superstar           | Marilyn Manson                |                       |
| Natasha Gatien                | Mia Kirshner                  |                       |
| Robert „Freez” Riggs          | Justin Hagan                  | Seder Gábor           |
| talkshow házigazda            | John Stamos                   | Welker Gábor          |
| A Patkány (műsorvezető)       | Daniel Franzese               |                       |
| önmaga                        | Amanda Lepore                 |                       |
| önmaga                        | Richie Rich                   |                       |
| önmaga                        | Armen Ra                      |                       |

## Háttér
A filmet James St. James Disco Bloodbath című memoárja alapján készítették. Ebben részletezi Aliggel kötött barátságát, amely később szétesik kábítószerfüggőségének súlyosbodása miatt, majd végül véget ért, miután meggyilkolta Angel Melendezt és börtönbe került. A gyilkosságról szóló 1998-as Party Monster: The Shockumentary című dokumentumfilmből is felhasználtak egyes elemeket a film elkészítéséhez.

## Médiakiadás
A filmet a 20th Century Fox / Trimark Pictures DVD-n jelentette meg az Amerikai Egyesült Államokban és Kanadában, 2004 februárjában. A DVD különféle interjúkat, audio kommentárokat, a kulisszák mögött készült felvételeket, a film eredeti előzetesét és egy Michael Aliggel készült videóinterjút tartalmazott bónuszanyagként. 2009-től a DVD gyártását felfüggesztették, és kereskedelmi forgalomban szinte egyáltalán nem vásárolható meg. 
A film a Netflixen keresztül tekinthető meg. Magyarországon 2004. április 14-én jelent meg.